# Исин чот
Исин чот је трећи по висини врх Фрушке горе, 522 м.н.в., смештен је 1,5km источно од Црвеног чота. 
Литолошки је изграђен од конгломерата, филита, кварцита и пешчара. Морфолошки није јаче изражен у односу на околину. Врх је под шумским покривачем. Са Исиног чота површинске воде отичу у три локална слива: Дубочаш, Срнећи поток и Козарски поток. На 130m северозападно пролази локални асфалтни пут, а преко самог врха маркирана је планинарска стаза.